# Асамблея штату Нью-Йорк
Асамблея штату Нью-Йорк — нижня палата Легіслатури штату Нью-Йорк. Складається з 150 членів, що обираються на 2 роки та не мають ліміту на кількість термінів. Асамблея засідає в Капітолії штату Нью-Йорк в Олбані.

## Склад асамблеї
Демократична партія контролює Асамблею з 1975 року. Спікер Асамблеї обирається лідируючою партією, потім затверджується всією Асамблеєю. Лідер більшості вибирається Спікером і допомагає в роботі Спікера. Лідер меншості обирається на Закритому зібранні.
Станом на 2020 рік спікером Асамблеї був демократ Карл Хесті (83-й округ Асамблеї) який обіймає цю посаду з лютого 2015 року, лідером більшості — Крістал Піплс-Стокс (141-й округ) який обіймає цю посаду з грудня 2018 року, лідером меншості — республіканець Віл Барклай (120-й округ) який обіймає цю посаду з січня 2020 року.
|                                       | Партія    | Партія  | Партія        | Партія       | Партія   | Всього |    |
| ------------------------------------- | --------- | ------- | ------------- | ------------ | -------- | ------ | -- |
|                                       |           |         |               |              |          | Всього |    |
| Демократи                             | Демократи | Незалеж | Республіканці | Консерватори | Вакантні | Всього |    |
| Кінець попередньої легіслатури (2012) | 99        | 99      | 1             | 49           | 0        | 149    | 1  |
|                                       |           |         |               |              |          |        |    |
| Початок сесії 2013                    | 106       | 106     | 1             | 43           | 0        | 150    | 0  |
| Кінець попередньої легіслатури (2014) | 97        | 1       | 1             | 40           | 0        | 139    | 11 |
|                                       |           |         |               |              |          |        |    |
| Початок сесії 2015                    | 104       | 1       | 1             | 43           | 1        | 150    | 0  |
| 20 лютого 2015                        | 103       | 1       | 1             | 43           | 1        | 149    | 1  |
| Кінець сесії 2015—2016                | 104       | 104     | 1             | 41           | 1        | 147    | 3  |
|                                       |           |         |               |              |          |        |    |
| Початок сесії 2017—2018               | 106       | 106     | 1             | 43           | 0        | 150    | 0  |
| Кінець сесії 2017—2018                | 102       | 1       | 1             | 42           | 0        | 146    | 4  |
|                                       |           |         |               |              |          |        |    |
| Початок сесії 2019—2020               | 105       | 105     | 1             | 44           | 0        | 150    | 0  |
|                                       |           |         |               |              |          |        |    |
| Січень 2020                           | 104       | 104     | 1             | 43           | 0        | 148    | 2  |
|                                       |           |         |               |              |          |        |    |
| Лютий 2020                            | 103       | 103     | 1             | 43           | 0        | 147    | 3  |
|                                       |           |         |               |              |          |        |    |
| Розподіл голосів                      | 70,7%     | 70,7%   | 70,7%         | 29,3%        | 29,3%    |        |    |

## Комітети
Асамблея містить комітети:
- Старіння населення
- Сільського господарства
- Алкоголізму та зловживання наркотиками
- Банківських установ
- Дітей та родин
- Міст
- Інформаційної безпеки
- Служби захисту прав споживачів
- Корпорацій, органів влади та комісії
- Коригування
- Економічного розвитку, створення робочих місць, торгівлі та промисловості
- Освіти
- Закону про вибори
- Енергетики
- Охорони навколишнього середовища
- Етики
- Державних службовців
- Операцій уряду
- Здоров'я
- Вищої освіти
- Житла
- Страхування
- Судової влади
- Праці
- Бібліотек та технологій навчання
- Місцевих органів влади
- Психічного здоров'я
- Нагляду, аналізу та досліджень
- Перегонів та ставок
- Податків на нерухоме майно
- Правил
- Малого бізнесу
- Соціальних послуг
- Туризму, парків, мистецтва та розвитоку спорту
- Перевезеннь
- Справ ветеранів
- Шляхів та засобів